# فرانکو سمیولی
فرانکو سمیولی (به ایتالیایی: Franco Semioli) بازیکن فوتبال و اهل ایتالیا است که از سال ۲۰۰۶ میلادی عضو تیم ملی فوتبال ایتالیا بوده و در ۳ بازی ملی حضور داشته‌است. او در بازی‌های ملی‌اش گلی به ثمر نرساند.